# Dalli-Rajhara
Dalli-Rajhara è una suddivisione dell'India, classificata come municipality, di 50.615 abitanti, situata nel distretto di Durg, nello stato federato del Chhattisgarh. In base al numero di abitanti la città rientra nella classe II (da 50.000 a 99.999 persone).

## Geografia fisica
La città è situata a 20° 34' 55 N e 81° 4' 33 E e ha un'altitudine di 408 m s.l.m..

## Società

### Evoluzione demografica
Al censimento del 2001 la popolazione di Dalli-Rajhara assommava a 50.615 persone, delle quali 26.128 maschi e 24.487 femmine. I bambini di età inferiore o uguale ai sei anni assommavano a 6.864, dei quali 3.492 maschi e 3.372 femmine. Infine, coloro che erano in grado di saper almeno leggere e scrivere erano 34.256, dei quali 20.092 maschi e 14.164 femmine.